# Scream VI
Scream VI è un film del 2023 diretto da Matt Bettinelli-Olpin e Tyler Gillett.
Si tratta del sesto capitolo della saga cinematografica di Scream e sequel diretto di Scream (2022). Il film vede il ritorno di Courteney Cox che riprende il suo ruolo dai precedenti film, mentre Melissa Barrera, Jenna Ortega, Mason Gooding e Jasmin Savoy Brown riprendono i propri ruoli dal precedente film. Anche Hayden Panettiere riprende il suo ruolo da Scream 4. Questo film è il primo della saga a non avere nel cast Neve Campbell e David Arquette (i cui personaggi vengono però menzionati varie volte).

## Trama
New York, tre giorni prima di Halloween. Un anno dopo gli eventi del precedente film, Laura Crane, giovane professoressa di storia del cinema, è seduta ad un locale in attesa di un ragazzo con cui dovrebbe avere un appuntamento al buio. Improvvisamente, quest’ultimo le telefona confessando di avere problemi nel raggiungere il luogo riuscendo ad attirare la donna all’esterno. Laura si addentra così in un vicolo buio dove viene brutalmente uccisa con tredici pugnalate da un individuo travestito da Ghostface che si rivela essere Jason Carvey, un suo studente, che, volendo continuare il progetto iniziato da Richie Kirsh a Woodsboro ed uccidere le sorelle Carpenter, ha scelto la sua insegnante come cavia per testare le sue abilità da serial killer. Tornato a casa, Jason riceve una telefonata da colui che crede essere il suo coinquilino Greg Bruckner, che si finge Ghostface (infatti Greg dovrebbe essere il complice di Jason e architettare assieme a lui a commettere i nuovi omicidi), e al quale ammette di aver provato un incredibile piacere nell’assassinare la sua insegnante. Ben presto però comincia a sospettare che in realtà il suo interlocutore non sia l’amico ma un altro individuo. Infatti, nel parlare col suo interlocutore, Jason rinverrà nel frigorifero il cadavere del suo amico fatto orribilmente a pezzi, per poi venire aggredito ed ucciso da un nuovo ed efferato assassino.
Nel frattempo, le sorelle Sam e Tara Carpenter si sono trasferite a New York, dove Tara frequenta il college, la Blackmore University, insieme ai gemelli Chad e Mindy (con i quali sono sopravvissuti agli omicidi dell’anno prima), condividendo un appartamento con la loro coinquilina Quinn. Del gruppo, però, fanno anche parte Ethan, compagno di stanza di Chad, e Anika, la fidanzata di Mindy. Sam è in cura dal dottor Stone che però non sembra essere in grado di trovare una soluzione ai suoi problemi psichici e deve fare i conti con la notizia diffusasi della sua stretta parentela con Billy Loomis (fatto che l'ha resa agli occhi di tutti responsabile degli omicidi avvenuti a Woodsboro l'anno prima). Tara invece cerca di farsi una vita normale, estraniandosi da ciò che è successo a Woodsboro e rifiutando le terapie.
Giunta la notizia dell’omicidio di Jason e Greg, Sam decide immediatamente di lasciare la città, nonostante la riluttanza di Tara, ma il detective Bailey, nonché padre di Quinn, la invita a presentarsi alla stazione di polizia dopo aver trovato un documento di Sam sulla scena del crimine. Tuttavia, nel recarsi presso la stazione di polizia, Sam e Tara vengono aggredite da Ghostface (dopo aver chiamato Sam col numero di Richie) che le insegue sin dentro ad un mini market dove uccide tre persone, tra cui il proprietario del locale. In seguito ad un teso scontro con il killer, le due sorelle riescono a salvarsi e a raggiungere la stazione di polizia dove il detective Bailey le informa che l'assassino sta lasciando sulle varie scene del crimine le maschere degli assassini dei precedenti omicidi, in particolare le maschere di Richie e Amber (assassini di Scream (2022)) sulla scena del crimine di Jason e quella di Jill e Charlie (assassini di Scream 4) al mini market. Alla stazione inoltre, arriva anche l'agente dell'FBI Kirby Reed (incredibilmente sopravvissuta agli eventi del quarto film) che prende in mano il caso. Uscite dalla stazione, Sam e Tara incontrano però anche Gale Weathers con la quale i rapporti si sono incrinati dopo che quest’ultima ha tradito la loro fiducia scrivendo un libro anche sulla loro tragedia (la giornalista inoltre comunica alle due sorelle che Sidney, una volta scoperto del nuovo assassino e degli omicidi di New York, si è isolata con Mark e le figlie in un posto sicuro per mettere al sicuro la sua famiglia e che ha diritto al suo lieto fine tanto agogniato e meritato). L'assassino continua però a mietere vittime uccidendo il dottor Stone, dall’ufficio del quale sottrae la cartella clinica di Sam, per poi lasciare sulla scena del crimine la maschera di Roman Bridger (l’unico assassino di Scream 3).
La sera il gruppo si riunisce nell’appartamento di Sam e Tara per rimanere uniti di fronte ad eventuali attacchi dell’assassino e qui Chad definisce lui, Tara, Sam e Mindy, ovvero i sopravvissuti all’ultimo eccidio, come i “Favolosi Quattro”. Danny, il nuovo fidanzato di Sam che vive nell’appartamento di fronte, nota però che all’interno della stanza di Quinn è presente Ghostface ma non riesce ad avvertire né la ragazza, occupata al telefono, né Sam, che rifiuta la sua chiamata. Il killer attacca quindi il gruppo uccidendo sia Quinn che il ragazzo con cui era andata a letto, e ferendo gravemente Mindy e Anika. Mentre Tara e Chad riescono a fuggire dall’appartamento, Sam, Mindy e Anika si ritrovano intrappolate al suo interno in compagnia di Ghostface che le bracca fino alla camera da letto dove le ragazze tentano la fuga rifugiandosi nell’appartamento di Danny, spostandosi però su una scala messa a ponte tra le finestre: mentre Sam e Mindy riescono a salvarsi, Anika, già debole per le gravi ferite riportate, cade rovinosamente in seguito all’interferenza del killer che, agitando la scala, la fa precipitare al suolo, facendole sbattere la testa in un cassonetto e uccidendola.
Sconvolto per la morte della figlia, il detective Bailey viene sollevato dal caso ma comunica alle sorelle Carpenter il suo desiderio di uccidere a tutti i costi l’assassino per vendicare la figlia. Sulla scena accorrono anche Kirby e Gale, e quest’ultima, che nel frattempo ha indagato, conduce il gruppo in un vecchio cinema abbandonato trasformato in una sorta di tempio contenente reperti, oggetti e armi di tutti i precedenti film della saga (chiamato infatti per questo il tempio di Ghostface), compresi i costumi e le maschere rubate dei precedenti nove Ghostface.
Il gruppo elabora quindi un piano per stanare l’assassino grazie alla strumentazione di localizzazione di Kirby ma, quando Ghostface telefona a Sam, la chiamata viene localizzata in un'area lontana, nell’Upper West Side, dove vive Gale. L'assassino infatti si introduce nella casa della giornalista uccidendo dapprima il suo fidanzato per poi avere un serrato scontro con la donna (dopo aver tentato di indebolirla moralmente ricordandole la morte di Linus), che si dimostra tenace e per nulla disposta a darla vinta all’assassino: Gale riesce infatti a tramortire il killer e a privarlo dell’arma ma quest’ultimo la pugnala a sorpresa con una scheggia di vetro per poi prepararsi a finirla, quando sulla scena accorrono Sam e Tara che mettono in fuga l'assassino mentre Gale, ferita ma ancora viva, viene trasferita in ospedale, ottenendo il perdono delle sorelle. Il gruppo si decide quindi a fermare l'assassino una volta per tutte intrappolandolo nel "tempio di Ghostface” e si reca verso la metropolitana, dove però è costretto a dividersi a causa della confusione: Mindy resta da sola con Ethan, che la ragazza ha idealmente posizionato in cima alla sua lista dei sospettati dato che era l’unico assente quando Quinn ed Anika sono state uccise, e i due si ritrovano quindi a prendere insieme il treno successivo a quello preso da Sam, Tara, Chad e Danny. Mindy, che tiene Ethan a dovute distanze da lei, si rende però conto che sul treno, a causa dei festeggiamenti di Halloween, molte persone sono travestite da Ghostface, ma riesce comunque ad individuarne uno che continua a rimanere seduto. Approfittando di un momento di oscurità, Ghostface si confonde tra la gente e riesce a pugnalare Mindy, senza però ucciderla, la quale viene prontamente assistita e soccorsa da Ethan, costretta a ricredersi sul ragazzo.
Giunti al "tempio", Sam respinge Danny del quale non si fida del tutto e insieme a Tara e Chad organizza il piano per intrappolare Ghostface con la complicità di Kirby. Durante l’ennesima apparizione psichica di Billy Loomis, Sam decide di armarsi recuperando il pugnale che Billy aveva usato per adempiere ai suoi omicidi ma riceve una telefonata dal detective Bailey, il quale la informa che Kirby è stata espulsa dall'FBI a causa della sua instabilità mentale, impazzita dopo gli omicidi vissuti a Woodsboro nel 2011. Convinta che Kirby sia l'assassino, Sam si riunisce a Tara e Chad, nel frattempo aggrediti da Ghostface dopo essersi scambiati un tenero bacio, e i tre fuggono all’interno del cinema. Chad però si sacrifica per permettere alle sorelle di scappare in seguito alla comparsa di un secondo Ghostface e viene brutalmente pugnalato sotto lo sguardo atterrito di Tara. Kirby, riapparsa sulla scena dopo essere stata evidentemente tramortita, incontra l’ostilità di Sam che crede sia lei l’assassino, ma la donna cerca di discolparsi individuando in Bailey, accorso sulla scena, la fonte delle menzogne che ha confidato a Sam. Mentre tenta di sparare al poliziotto, Bailey anticipa la donna e la mette fuori gioco, confessando a Sam e Tara di essere lui la mente criminale dietro gli ultimi omicidi. In più, le sorelle sono sconvolte dall’arrivo degli altri due Ghostface, ciò fa sì che i killer fossero in realtà tre: Bailey, e i due figli Ethan e Quinn, che si era solo finta morta per poter agire senza essere ostacolata.
I tre sono rispettivamente il padre, il fratello e la sorella minori di Richie, l’assassino dell’ultimo film nonché ex-fidanzato di Sam, e cercano vendetta per la morte del fratello che era stato brutalmente ucciso dalla furia vendicativa di Sam. È stata infatti Quinn a mettere in giro la voce che Sam fosse la figlia di Billy Loomis, mentre Ethan ha appositamente fatto in modo di finire nella stessa stanza di Chad, esattamente come Mindy aveva ipotizzato. Bailey spiega inoltre che è stato lui stesso a coltivare la passione di Richie, il suo primogenito, per la saga di Stab, costruendo insieme a lui il santuario di Ghostface con i reperti recuperati dai precedenti eccidi, alimentando così la follia omicida del figlio. Adesso i tre devono solo completare l’opera, ovvero uccidere Sam e vendicare Richie: Ethan indossa la maschera della signora Loomis (una degli assassini di Scream 2) mentre Quinn e Bailey sono in possesso rispettivamente di quella di Stu Macher e di Billy Loomis (gli assassini dell’originale Scream).
Tara e Sam, armate con dei mattoni, intraprendono uno scontro con i tre, riuscendo a colpire Quinn in faccia con un mattone mentre Sam accoltella ripetutamente Ethan e Kirby, rinsavita, si occupa di Bailey. Messi fuori gioco i figli di Bailey, le sorelle si rifugiano al piano superiore ma il detective Bailey spara alla spalla Tara, la quale perde l'equilibrio e scivola mentre un redivivo Ethan è pronto ad ucciderla appena cadrà di sotto. Sam, però, trova la forza di fidarsi della sorella e, dopo averle consegnato il pugnale di Billy, la lascia cadere, recuperando così la pistola di Kirby: mentre Tara riesce ad uccidere brutalmente Ethan pugnalandolo in bocca e torturandolo con la lama, Sam provoca Quinn ironizzando sul fatto che le sia appena morto un altro fratello, per poi spararle in testa senza esitazione, sotto lo sguardo addolorato del padre. Sam affronta così Bailey ma i due precipitano di sotto e quando il poliziotto rinsavisce riceve una chiamata da Sam che, con la voce alterata in stile Ghostface, gli comunica che ora è lui a far parte del suo film. La ragazza, infatti, con indosso il costume del padre assale Bailey e lo pugnala ripetutamente fermandosi però al sopraggiungere di Tara: quest’ultima però non la invita a fermarsi ma anzi a dargli il colpo di grazia, e con una violenza brutale, Sam conficca il pugnale nell’occhio di Bailey, lasciandolo morire agonizzante.
Scampato il pericolo, le due sorelle si lasciano andare ad un confronto in cui Tara afferma che lei desidera avere sua sorella nella sua vita, seppur quest’ultima possa lasciarla vivere liberamente senza condizionamenti di alcun tipo. In quell’istante, uno sfigurato Ethan si riprende e in preda ad un attacco isterico cerca di aggredire le sorelle venendo però ucciso da Kirby che gli lancia addosso un televisore, fulminandolo, rievocando così la morte di Stu Macher nel primo film della saga.
Il film termina con Kirby e Chad (che si scopre essere incredibilmente ancora vivo) che vengono trasferiti in ospedale seguiti da Mindy. Sam invece lascia cadere per strada la maschera di Ghostface appartenuta a Billy e raggiunge la sorella, segno che forse è finalmente pronta a lasciarsi alle spalle il passato.
Poco prima dei titoli di coda, similmente ai primi due film e al precedente, appare una sequenza flash dell'assassino che lascia presagire un possibile sequel, mentre dopo i titoli di coda appare una scena post-credit in cui Mindy, rivolgendosi agli spettatori, ironizza che non tutti i film necessitino per forza di una scena post-credit.

## Produzione

### Sviluppo
Il 3 febbraio 2022, poco meno di un mese dopo l'uscita del quinto film, visto il grande successo ottenuto da quest'ultimo, Paramount Pictures e Spyglass Media Group annunciarono ufficialmente la produzione di un sesto film, riconfermando Matt Bettinelli-Olpin e Tyler Gillett alla regia e tutta la squadra di produzione che collaborò per il quinto film.
Nel maggio 2022 vennero riconfermati Melissa Barrera, Jenna Ortega, Mason Gooding e Jasmin Savoy Brown che sarebbero quindi tornati ai loro ruoli dal precedente film mentre qualche giorno dopo venne annunciato anche il ritorno di Hayden Panettiere che riprende il suo ruolo di Kirby Reed dal quarto film. Nel giugno 2022 venne confermata anche Courteney Cox nel suo storico ruolo mentre, dopo una serie di trattative finite male, Neve Campbell annunciò che non sarebbe tornata nel film a causa di dispute economiche unendosi a David Arquette che invece lasciò la saga a causa della fine del suo personaggio nel precedente film.
Nel dicembre 2022, con la pubblicazione del teaser e del poster ufficiali, venne rivelato anche che il titolo ufficiale del film sarebbe stato Scream VI riprendendo quindi la numerazione cronologica che era stata interrotta col quinto film.

### Riprese
Le riprese del film sono iniziate il 9 giugno 2022 e sono terminate il 30 agosto 2022 a Montréal. Durante le riprese, venne utilizzato come titolo provvisorio Scream!!

### Curiosità
All'inizio del film lo studente ucciso indossa una maglietta con il titolo di un film di Dario Argento, 4 mosche di velluto grigio, una chiara citazione in onore del regista. Inoltre, sempre nella scena iniziale, compare in una televisione Jason Voorhees in una scena tratta da Venerdì 13 parte VIII - Incubo a Manhattan. Prima di venire ucciso, il dottor Stone sta guardando la famosa scena finale del film L'invasione degli ultracorpi, dove il protagonista Miles Bennell (interpretato da Kevin McCarthy) si trova per strada, fermando le auto in transito e urlando: «Aiuto! Arrivano! Arrivano! Arrivano! Ascoltatemi! Arrivano! Arrivano! Aiutatemi! Ascoltatemi!».

## Promozione
Il 14 dicembre 2022 venne pubblicato il primo poster ufficiale del film insieme a un teaser e a una foto ufficiale di Ghostface tratta dal film. Il 18 gennaio 2023 vennero diffuse alcune foto promozionali del film mentre il giorno dopo, 19 gennaio, è uscito il trailer ufficiale.

## Distribuzione
Originariamente previsto per il 31 marzo, il film è stato distribuito nelle sale statunitensi il 10 marzo 2023, mentre in Italia il 9 marzo 2023.

## Accoglienza

### Incassi
Il film ha infranto diversi record per la saga: nel suo primo fine settimana, ha incassato ben $44.5 milioni, segnando il debutto più alto di un film della saga (record precedentemente appartenuto a Scream 3 che esordì con $34.7 milioni al suo primo fine settimana). Nella sua totale permanenza nelle sale, Scream VI ha incassato $108,1 milioni negli Stati Uniti e $60,8 milioni nel resto del mondo, per un totale complessivo di $168,9 milioni, a fronte di un budget di soli $35 milioni (riuscendo quindi a superare gli incassi del predecessore, fermo a $139 milioni, a fronte di un budget di $24 milioni). A livello internazionale il film è diventato quindi il terzo della saga ad aver incassato di più (sotto ai primi due film) mentre a livello nazionale, è diventato il film che ha guadagnato di più in assoluto in tutta la saga (superando pure gli incassi nazionali del primo film).
In Italia invece, al 10 aprile 2023, il film ha incassato 1.819.137 €.

## Sequel
Il 7 marzo 2023, i registi del film, Matt Bettinelli-Olpin e Tyler Gillett si sono detti speranzosi che un settimo film possa essere realizzato con o senza loro alla regia. Hanno anche affermato di volere un ritorno di Neve Campbell per i prossimi capitoli, dicendo "ci piacerebbe poter fare un altro film con lei e non ci arrendiamo".
Il settimo film viene ufficialmente annunciato il 2 agosto 2023, giorno dell'84º compleanno del defunto Wes Craven, mentre Matt Bettinelli-Olpin e Tyler Gillett lasciano la regia a Christopher Landon a causa di altri impegni (ma che comunque sarebbero figurati tra i produttori esecutivi).
Il 22 novembre 2023 viene annunciato il licenziamento di Melissa Barrera dal settimo capitolo della serie per alcune frasi pubblicate sui social in supporto del popolo palestinese durante la guerra Hamas-Israele, nonostante nessuna delle frasi in questione fosse espressamente antisemita. Il licenziamento dell'attrice ha portato ad una campagna di boicottaggio sui social media attraverso l'uso degli hashtag #JusticeForMelissaBarrera e #JusticeForMelissa. Viene annunciato anche l'addio di Jenna Ortega, impegnata in altri progetti. A fine 2023, il regista Christopher Landon annuncia il suo addio al progetto a causa dello scandalo creato un mese prima.
Il 12 marzo 2024 viene annunciato il ritorno nel cast di Neve Campbell e che il film sarà diretto da Kevin Williamson, storico sceneggiatore e produttore dei precedenti film. In seguito è stato confermato anche il ritorno di Courteney Cox e, a dicembre 2024, di Mason Gooding che riprende il ruolo di Chad Meeks-Martin dai due film precedenti, e di Jasmin Savoy Brown nei panni di sua sorella Mindy. Nel cast si aggiungono pure Isabel May, Celeste O'Connor, Asa Germann, Mckenna Grace, Sam Rechner, Anna Camp e Joel McHale. Il 1º ottobre 2024 Neve Campbell rivela la data di uscita al cinema, prevista per il 27 febbraio 2026. Le riprese iniziano ufficialmente il 7 gennaio 2025. Il 29 gennaio 2025 Mark Consuelos si unisce al cast, mentre il 31 gennaio viene confermato il ritorno di 2 interpreti di Ghostface del passato: Matthew Lillard nel ruolo di Stu Macher e Scott Foley nel ruolo di Roman Bridger. Il 4 marzo 2025 è stato annunciato ufficialmente il ritorno di David Arquette nel ruolo di Linus Riley.